# Abdullah Miniawy
 (septembre 2018).
Abdullah Miniawy, né le 29 mars 1994 à Yanbu en Arabie saoudite, est un chanteur, poète, auteur-compositeur, trompettiste et acteur égyptien.
Il migre à l'adolescence en Égypte à El-Fayoum avant de s'installer, adulte, au Caire.

## Biographie
Abdullah Miniawy est né d'un père professeur universitaire d'arabe classique et d'une mère psychologue. Il est instruit à la maison. À 17 ans, en 2011, il migre avec sa famille à El Fayoum. Il se rend ensuite au Caire à l'aube des premiers soulèvements révolutionnaires. Le pays est en effervescence, le peuple sur le point de renverser le dictateur Hosni Moubarak au pouvoir depuis 1981.
Abdullah Miniawy rencontre Aly Talibab, rappeur et parolier égyptien révolutionnaire et se produit pour la première fois à l'occasion d'une manifestation. Autodidacte, il compose dès lors de nombreux morceaux notamment électroniques qu'il met en ligne gratuitement et performe dans les clubs. Il interroge le classement, les genres, les styles et tourne ses créations vers l'avenir, la découverte, la fusion. L'environnement politique et artistique dans lequel il gravite inspire en outre une poésie dénonciatrice très ancrée dans le présent, la sensation, le quotidien, le sentiment, fortement orientée par son intérêt pour le soufisme. Ses paroles voyagent à travers le Moyen-Orient, imprimées sur des t-shirts et apposées sur les murs d'Égypte, de Tunisie, de Syrie, du Liban...
En 2012, il rencontre Mahmoud Refat, dirigeant du label 100 Copies puis les musiciens Ahmed Saleh et Mehdi Haddab avec lesquels il jouera à plusieurs reprises. Il collabore également avec des artistes tels que Kamilya Jubran, Mustapha Benfodil, Mounir Troudi avant de s'envoler pour l'Europe où il travaille, depuis 2014 et jusqu'à ce jour, avec le trio munichois Carl-Gari, le trompettiste Erik Truffaz et le clarinettiste Yom.
En 2015, il participe au projet 99 avec Amir Saffar et Marc Nammour et signe une création sonore pour Wael Shawky, dans le cadre d'une exposition au MoMA.
Il publie en 2016 son poème Étudiants du Tiers-Monde dans lequel il dénonce l'assassinat jamais élucidé du jeune étudiant italien Giulio Regeni qui menait alors des travaux de recherche sur le syndicalisme en Égypte. Son texte, emblématique d'une jeunesse désillusionnée, hyper-consciente des réalités politiques à l'issue d'un printemps arabe sans effet, est très largement diffusé. Il sortira également cette année-là Attempts to the Middle, une sélection d'idées et de textes fondateurs alimentée et enrichie depuis 2011. Enfin, Carl-Gari et Abdullah Miniawy sortent Daraje, un quatre titres sur le label The Trilogy Tapes. Daraje est sélectionné par NPR comme l'un des 50 meilleurs albums de l'année 2016.
Abdullah Miniawy a présenté une création intitulée Le Cri du Caire au festival d'Avignon  IN à l'été 2018, aux côtés du saxophoniste britannique Peter Corser et du violoncelliste allemand Karsten Hochapfel.

## Discographie
- 2016 : Darraje, Carl Gari & Abdullah Miniawy
- 2016 : Attemps to the Middle
- 2018 : Shipster, Carl Gari & Abdullah Miniawy
- 2019 : The Act of Falling from the 8th Floor, Carl Gari & Abdullah Miniawy